# La Chapelle-sur-Coise
La Chapelle-sur-Coise è un comune francese di 534 abitanti situato nel dipartimento del Rodano della regione Alvernia-Rodano-Alpi.

## Società

### Evoluzione demografica
Abitanti censiti